# Lorabela notophila
Lorabela notophila é uma espécie de gastrópode do gênero Lorabela, pertencente a família Conidae.